# Pírcing Guiche
|  | No s'ha de confondre amb La Guiche o Guishe. |

Un pírcing Guiche és un pírcing al perineu. Els pírcings Guiche són molt més comuns en els homes que en les dones.
Malgrat que normalment un Guiche es fica perpendicular a l'eix del penis, també son possibles les posicions laterals. Una sèrie de pírcings Guiche en paral·lel a la direcció del penis s'anomena escala Guiche, i normalment es veu com una extensió d'una escala de Jacob.

## El pírcing Guiche femení
Aquest pírcing perineal, extremadament rar en les dones, quedaria a mig camí entre el pírcing Fourchette i el pírcing anal. El Guiche femení es fica a través del perineu (és a dir, «de cama a la cama» en lloc «de ventre a esquena» (que seria un pírcing anal-vaginal en la majoria dels casos)).
Naturalment, s'ha de tenir cura de no contaminar el pírcing, i no totes les dones tenen l'anatomia per fer-se'l. Els primers exemples publicats d'aquest tipus de pírcing per a dones van ser realitzats pel tatuador i professional del pírcing Shane Munce, que també va escollir el nom (tot i que ja es feia abans).

## Joieria
Per als pírcings Guiche es fan servir tant l'anell de bola captiva com joies d'estil barbell, tant com a joies inicials com després de la curació. Els pírcings Guiche es poden estirar fins a mides més grans per a poder acomodar les joies d'estil flesh tunnel, tot i que el potencial malestar per al portador pot augmentar radicalment.
Es poden afegir pesos al pírcings Guiche, que causa una estimulació sexual addicional.

## Cicatrització
Depenent de l'anatomia de l'individu, un pírcing Guiche pot cicatritzar ràpidament amb poques complicacions, com un pírcing normal, o bé pot requerir joies inicials i una cura especialitzada, com qualsevol pírcing superficial. Degut a la proximitat de l'anus, la bona higiene és important tant durant el període inicial de cicatrització com de forma continuada després de la cicatrització.
El temps de cicatrització estimat és de 6 a 9 mesos.
Les activitats relacionades amb estar assegut que pressionen la regió poden causar irritacions a la zona, que poden conduir a la migració o al rebuig del pírcing.

## Història i cultura
Richard Simonton, també conegut pel seu malnom Doug Malloy, va escriure un pamflet titulat Body & Genital Piercing (Cos i pírcing genital) en Brief on va crear gran part de la mitologia contemporània que envoltava l'origen de diversos pírcings, incloent el Guiche. En el pamflet, el pírcing Guiche es descriu com a originari del Pacífic Sud, més concretament de Tahití. Les perspectives de Simonton van ser acolorides pel seu propi entusiasme pel pírcing genital com una pràctica eròtica, i no es va precisar els seus materials. Com molts pírcings genital, els pírcings Guiche es realitzaven principalment dins de la cultura gai i BDSM, abans del ressorgiment del pírcing a la cultura occidental a finals dels anys vuitanta i principis dels noranta.
A vegades, les parelles l'utilitzen en el joc de dominació i submissió, encadenant-lo o posant un cadenat amb un pírcing Prince Albert, o totes dues coses alhora, amb la finalitat de la infibulació genital masculina i el control físic a llarg termini (i el corresponent potent control psicològic) sobre l'home submís a través de la pràctica de castedat forçada. En els casos més extrems, els dos anells estan pegats, o fins i tot soldats de manera semi-permanent (extraïble només dins d'un entorn quirúrgic) com a alternativa a un dispositiu de castedat que es pot portar durant mesos i de vegades durant anys.